# Burgholdinghausen

Kleffweiher in Burgholdinghausen

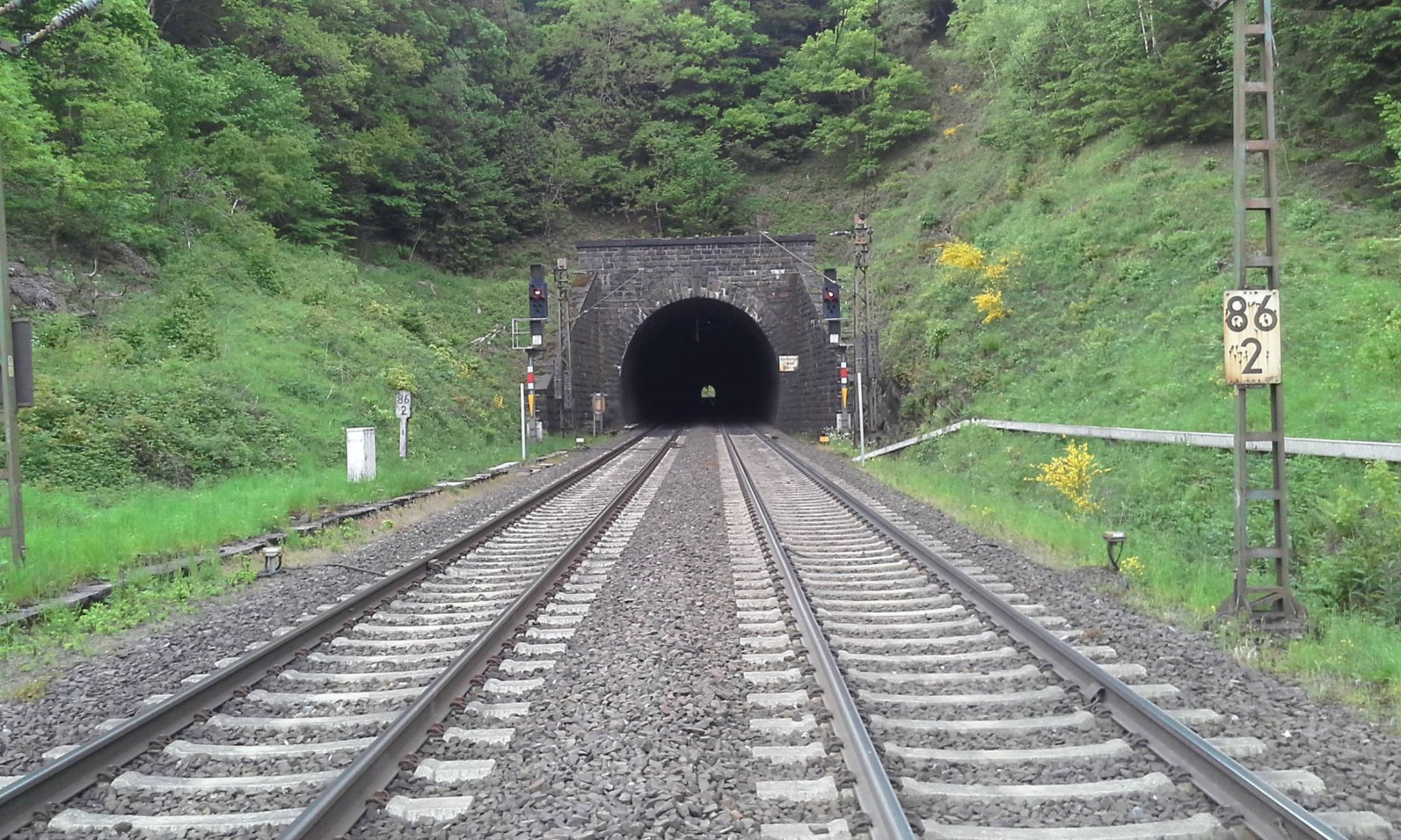
Rahrbacher Tunnel der Ruhr-Sieg-Strecke

Burgholdinghausen ist ein Stadtteil von Kreuztal im Kreis Siegen-Wittgenstein, Nordrhein-Westfalen.
Der Stadtteil umfasst rund 20 km² und ist damit der flächenmäßig größte Stadtteil von Kreuztal, jedoch zugleich der bevölkerungsärmste.

## Geographie
In dem dünn besiedelten Ort befindet sich mit dem Berg Hoher Wald der höchste Punkt Kreuztals. Auf dem Gebiet des Ortes entspringt, am Wolfshorn, die Littfe, der wichtigste Zufluss der Ferndorf.

### Lage
Burgholdinghausen ist der nördlichste Stadtteil von Kreuztal und der nördlichste Ort des Siegerlandes. Er grenzt im Norden und Osten an Kirchhundemer Ortsteile, im Südosten an den Hilchenbacher Stadtteil Müsen und im Süden und Westen an Littfeld. Die Grenze zum Kreis Olpe ist hier identisch mit dem Isoglossenbündel aus Uerdinger und Benrather Linie.

### Infrastruktur
Der Ort wird parallel von der Ruhr-Sieg-Strecke (Siegen–Hagen) und der B 517 (Kreuztal–Lennestadt) durchzogen, hat jedoch an der Bahnstrecke keinen eigenen Haltepunkt.

#### Wanderwege
Burgholdinghausen liegt an der Grenze zur Gemeinde Kirchhundem am Siegerland-Höhenring und teilweise am Siegerlandweg.

## Geschichte
Burgholdinghausen war von Beginn an der Sitz des Geschlechts von Holdinghausen, an welches das Dorf Littfeld seine Steuern zu zahlen hatte und das unter dem Namen Holdinghausen geführt wurde. 1079 wurde Holdinghausen zum ersten Mal urkundlich als „Haldengkusen“ genannt. 1318 wurden die Ländereien von dem Deutzer St.-Heribertus-Kloster an die Familie von Holdinghausen verliehen. Ca. 1345 begann dann der Bau der Burg, welche bis zum Ende des 17. Jahrhunderts vorhanden war.
1447 hatten die Herren von Holdinghausen bereits beachtlichen Besitz in Littfeld, ab 1578 begannen sie diesen zu erweitern. Im Jahre 1579 hatte das Gut dank den Bemühungen von Hans von Holdinghausen, dessen Frau Margarete von Schönhals und deren Sohn Heinrich von Holdinghausen seine heutige Größe erreicht. Mit dem Tod des letzten männlichen Holdinghausener 1684, Johann Phillip von Holdinghausen, fiel das Gut an Maria Rosina von Holdinghausen und damit an Phillip von der Hees, mit dem sie verheiratet war. 1785 wurde der Besitz verkauft, hochverschuldet trat von der Hees die Ländereien an den Hauptgläubiger Brabek ab; dieser verkaufte sie allerdings auch schon ein Jahr später weiter an den Freiherrn Lothar von Fürstenberg. Im Jahre 1802 erhielten die Ländereien und Ansiedlungen einen neuen amtlichen Namen: Burg Holdinghausen. 1936 schließlich wurde der Besitz zum letzten Mal weiterverkauft. Von Fürstenberg gab das Gut an Reinhold Woeste weiter. Im Besitz dieser Familie befinden sich die Ländereien noch heute.
Bis zur kommunalen Neugliederung gehörte der Ort dem Amt Ferndorf an. Am 1. Januar 1969 wurde Burgholdinghausen in die neugegründete Stadt Kreuztal eingegliedert.

### Wappen
| Wappen der ehemaligen Gemeinde Burgholdinghausen, Kreis Siegen | Blasonierung: „Geteilt von Gold (Gelb) und Blau; oben ein roter Pfahl, unten ein goldenes (gelbes) Hifthorn.“ |
| Wappen der ehemaligen Gemeinde Burgholdinghausen, Kreis Siegen | Wappenbegründung: Das Wappen wurde am 27. Mai 1939 vom Oberpräsidenten der Provinz Westfalen genehmigt. Der rote Pfahl ist dem Wappen der Herren von Holdinghausen, die einst in Burgholdinghausen reich begütert waren, entnommen. Das Hifthorn entstammt Gerichtssiegeln der Gemeinden Ferndorf und Krombach aus dem Jahre 1470. |

## Einwohner
| Jahr | Einwohner |
| ---- | --------- |
| 1563 | 35        |
| 1635 | 35        |
| 1636 | 19        |
| 1786 | 74        |
| 1818 | 76        |
| 1900 | 166       |
| 1905 | 175       |
| 1910 | 202       |
| 1913 | 248       |
| 1924 | 179       |

| Jahr | Einwohner |
| ---- | --------- |
| 1925 | 180       |
| 1928 | 130       |
| 1929 | 110       |
| 1940 | 73        |
| 1969 | 103       |
| 1994 | 55        |
| 1995 | 50        |
| 2008 | 24        |
| 2010 | 27        |
| 2012 | 28        |

| Jahr | Einwohner |
| ---- | --------- |
| 2013 | 20        |
| 2015 | 28        |
| 2016 | 31        |